# Лосев, Антон Иванович
Антон Иванович Лосев (1765—1829) — русский архитектор, губернский землемер, картограф, геодезист, географ, историк, краевед.

## Биография
Родился в Иркутске. В 1777 году окончил Иркутскую навигационную школу в звании капрала. В 1779 году получил звание геодезии сержанта и навигационного учителя. С 1781 года помощник архитектора и старший геодезист. С 1799 года — иркутский губернский архитектор. Член Императорского Вольного экономического общества.
Проводил геодезическую съемку Байкала, Лены (1785 — 1786) и Селенги. Автор нескольких карт Байкала, всех уездов и ряда генеральных карт Иркутской губернии. Участвовал в работах по географическому разделению Сибири на Западную и Восточную.
С 1805 по 1810 год вёл в Иркутске регулярные метеорологические наблюдения.
Умер в Иркутске. Похоронен на Иерусалимском кладбище.

## Автор книг
В 1785—1792 годах работал над топографическим описанием Иркутского наместничества. Составлял географическое описание всей Иркутской губернии. Им была составлена анкета, которая рассылалась в уездные города. Собранные материалы легли в основу труда «Описание Иркутской губернии, сочиненное иркутским губернским землемером 8-го класса Антоном Лосевым в Иркутске 1805-го года в декабре». Планировал «Описание Иркутской губернии» в четырёх томах. 
В 1812 году написал исторический труд «Обозрение разных происшествий до истории и древностей касающихся в Иркутской губернии и сопредельных оной странах бывших...».
В 1819 году издаётся вторая часть «Географическо-статистическое описание Иркутской губернии, подающее сведения... о городах с их уездами с приложением чертежей и рисунков, сочиненное землемером надворным советником Лосевым в Иркутске в 1819 году». Труд содержал, географические, исторические, статистические сведения о городах губернии. 
Статьи Лосева печатались в «Казанских известиях», «Северной почте», «Трудах Вольного экономического общества». Многие работы остались в рукописях.

## Архитектор

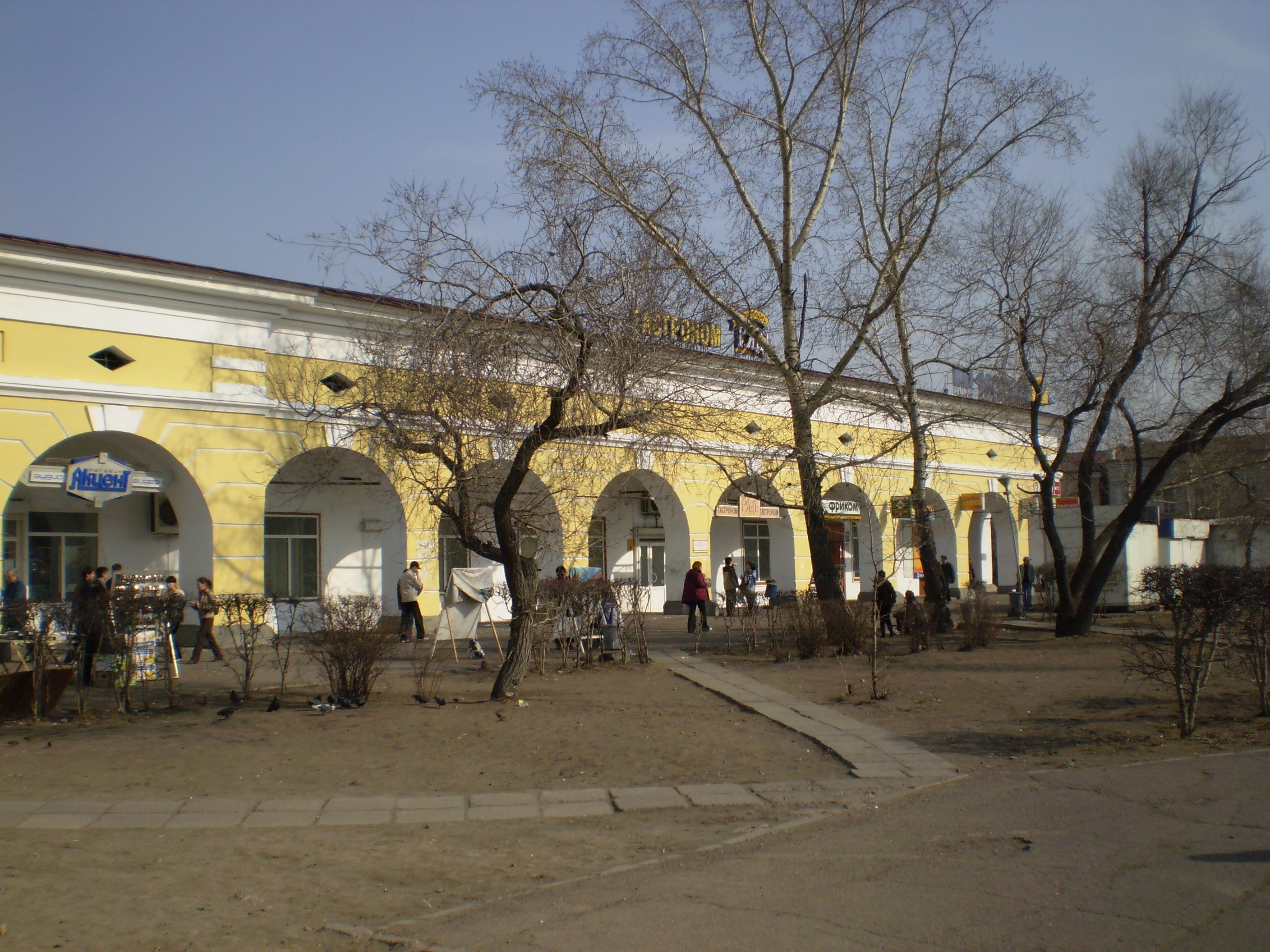
Верхнеудинские Гостинодворские ряды. Южная сторона. Строительство велось с 1804 по 1856 год.

Автор большого количества проектов в Иркутске, которые не сохранились, или существуют в сильно изменённом виде. Лосев мог быть автором первого регулярного плана перспективного развития Иркутска 1791 года.
В Верхнеудинске по проекту Лосева 1803 года был построен гостиный двор. Памятник архитектуры.

## Награды
Орден Святого Владимира IV ст. 